# Georg Oppenheimer

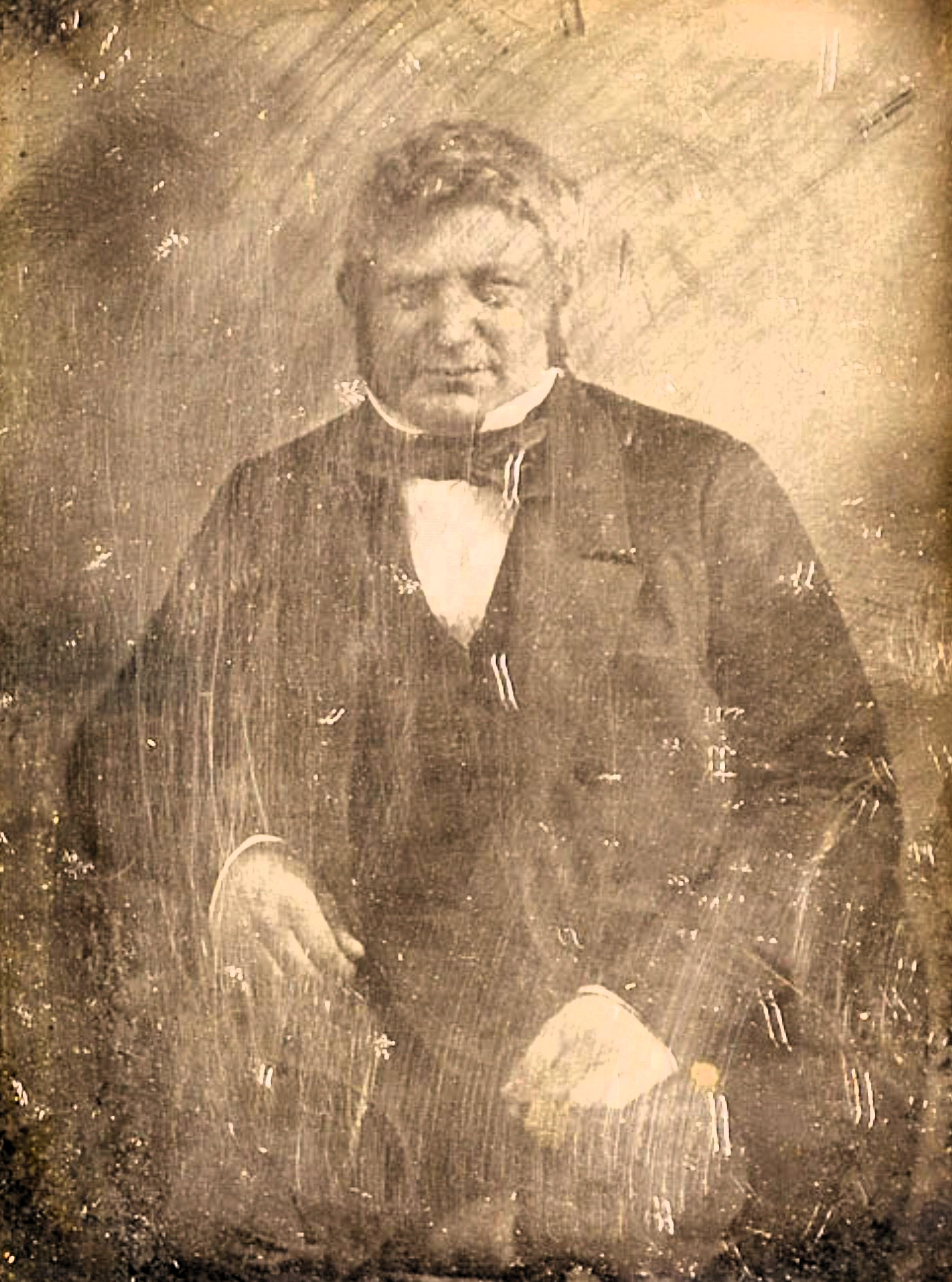
Georg Oppenheimer

Georg Friedrich Ludwig Oppenheimer (* 15. November 1805 in Hamburg; † 1884 in Lübeck) war ein deutscher Rechtswissenschaftler, Advocat und Instanzrichter des 19. Jahrhunderts.

## Leben
Georg Oppenheimer wurde als Sohn des Hamburger Kaufmanns und Teilhaber des Bankhauses Heckscher & Co. Jacob Amschel Oppenheimer (1778–1845) und dessen Frau Esther, geb. Heckscher, einer Tante von Johann Gustav Heckscher, geboren. Von seinen Schwestern heiratete Henriette Wilhelmine den Advokaten und späteren Hamburger Senator Johann Arning (1786–1862), Phillipine Adele (1807–1873) 1831 Nicolaus Ferdinand Haller und Anna Emilie (1803–1885) Johannes Christoph Fehling; sie wurden die Eltern von Emil Ferdinand Fehling.
Georg besuchte die Gelehrtenschule des Johanneums und das Gymnasium in Gotha. Ab Ostern 1823 studierte er Rechtswissenschaften an der Universität Heidelberg und wurde dort 1826 zum Dr. beider Rechte promoviert. In seiner Studienzeit wurde er 1825 Mitglied des Corps Saxo-Borussia Heidelberg und später dessen Ehrenmitglied. Anschließend kehrte er in seine Heimatstadt Hamburg zurück und wurde als Advocat zur Anwaltschaft zugelassen und gehörte bald zu den bedeutenden Rechtsanwälten Hamburgs. 1842 wurde er auf das Vorschlagsrecht des Hamburger Senats zum Richter am Oberappellationsgericht der vier Freien Städte in Lübeck bestellt und übte das Richteramt bis zu seinem aus gesundheitlichen Gründen erbetenen Abschied im Dezember 1853 aus. Danach lebte er als Privatier in Lübeck. Er bewohnte das Stadthaus in der Mengstraße 2 und das von dem Hamburger Architekten Alexis de Chateauneuf 1837 errichtete Sommerhaus seines Schwiegervaters in der Eschenburgstraße 39. Von 1854 bis 1856 war Oppenheimer Direktor der Gesellschaft zur Beförderung gemeinnütziger Tätigkeit in Lübeck.
Oppenheimer heiratete 1833 die in Wien geborene Emilie Johanne Elise Buchholz, Tochter des späteren Lübecker Ratssyndikus Carl August Friedrich Buchholz (1785–1843) und der Catharina Eleonora Luise Tesdorpf († 1846), Tochter des Weinhändlers Peter Hinrich Tesdorpf (1745–1811) in Bordeaux, später Lübeck. Die gemeinsame Tochter Louise Tesdorpf wurde Schriftstellerin.

## Schriften
Eine Auswahl seiner juristischen Schriften findet sich im Lexicon der Hamburgischen Schriftsteller.